# بویل راد
بویل راد (انگلیسی: Bevil Rudd; ۵ اکتبر ۱۸۹۴ – ۲ فوریهٔ ۱۹۴۸) دونده اهل آفریقای جنوبی بود.